# 圣蒙泰娜
圣蒙泰娜（法語：Sainte-Montaine，法語發音：[sɛ̃t mɔ̃tɛn]）是法国谢尔省的一个市镇，属于维耶尔宗区。

## 地理
圣蒙泰娜（47°29'25"N, 2°19'12"E）面积53.79 平方千米，位于法国中央-卢瓦尔河谷大区谢尔省，该省份为法国中部省份，北起卢瓦雷省，西接卢瓦-谢尔省和安德尔省，南至克勒兹省，东南接阿列省，东临涅夫勒省。
与圣蒙泰娜接壤的市镇（或旧市镇、城区）包括：索尔德河畔阿尔让、內爾河畔歐比尼、索尔德河畔布里农、克莱蒙、埃诺德尔、索尔德河畔梅内特雷奥勒、苏埃姆。

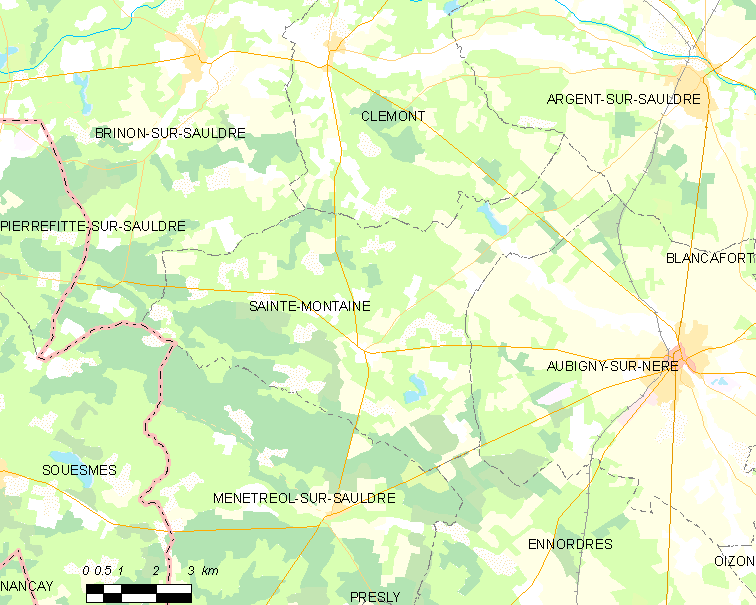
圣蒙泰娜的OSM定位图

圣蒙泰娜的时区为UTC+01:00、UTC+02:00（夏令时）。

## 行政
圣蒙泰娜的邮政编码为18700，INSEE市镇编码为18227。

## 政治
圣蒙泰娜所属的省级选区为内尔河畔欧比尼县。

## 人口

1962-2008年间圣蒙泰娜人口变化图示

圣蒙泰娜于2022年1月1日时的人口数量为167人。